# Mothocya trillesi
Mothocya trillesi är en kräftdjursart som först beskrevs av Rokicki 1986.  Mothocya trillesi ingår i släktet Mothocya och familjen Cymothoidae. Inga underarter finns listade i Catalogue of Life.